# Julie Sergeant
Julie Anne Sergeant (Londres, 25 de Janeiro de 1970) é uma atriz portuguesa.

## Biografia
É filha da actriz Guida Maria e do músico Mike Sergeant.
Iniciou a sua carreira, em 1979, com apenas 9 anos numa série de 12 episódios chamada Histórias com Pés e Cabeça com textos de Manuel António Pina. Aparece em destaque na adaptação televisiva de Os Maias como a pequena filha de Maria Eduarda. 
Em 1982 participa na série Arco Íris da autoria de Luís Filipe Costa. Entra depois em O Jardim do Celestino e Badarosíssimo.
Em 1988 tem o seu primeiro grande papel ao interpretar Rosarinho na novela Passerelle. Tem também uma pequena participação no filme A Vida do Jovem Toscanini de Franco Zeffirelli. Participa na série O Mandarim (1990) baseada na obra de Eça de Queirós. 
Em 1992 e 1993 participa na telenovela Cinzas da RTP. Entra nos filmes Aqui d'El Rei de António Pedro Vasconcelos e O Miradouro da Lua de Jorge António. 
Participa nas sitcoms Não Há duas Sem Três (1997) e Débora (1998). Com Otelo Saraiva de Carvalho, protagoniza um muito falado clipe erótico no programa Sex Appeal, da SIC.
Ficou conhecida por ter interpretado o papel da malvada Vera Antunes na telenovela Fúria de Viver (2002) da (SIC). Ainda em 2002 participa no reality-show Big Brother Famosos 1. 
Participa na peça O Romance da Raposa, estreada em Novembro de 2003, no Teatro Municipal S. Luiz, em Lisboa. 
Em 2004 interpretou no Sítio do Pica-Pau Amarelo, da TV Globo, a bruxa Antera do episódio "A Dama dos Pés de Cabra", baseado ma obra de Alexandre Herculano.  Nessa altura conhece o ator Cassiano Carneiro, pai da sua filha Maria Rita nascida em 2005, com quem casará em Junho de 2008. 
Em 2006 participou na 3ª série de Morangos com Açúcar representando Iva, uma toxicodependente. Participa na série Paixões Proibidas (2007) e nas telenovelas  Fascínios (2007) e Flor do Mar (2008).
Participou na 7ª série de Morangos com Açúcar, em 2009 e 2010, onde desempenhou o papel de Almerinda Serôdio, uma mãe com dois filhos problemáticos. Em 2011 aparece na telenovela Remédio Santo da TVI.
Participa na série da RTP Água de Mar (2014) e na novela da SIC Poderosas (2015) .
Em março de 2015 regressa ao teatro com E os sonhos, sonhos são, peça do Teatro do Bairro, em Lisboa, com encenação de António Pires, que junta o teatro ao circo e que marca o seu regresso aos palcos depois de uma pausa de doze anos..

## Filmografia

### Televisão
| Ano         | Projeto                         | Papel                                          | Notas                           | Canal      |
| ----------- | ------------------------------- | ---------------------------------------------- | ------------------------------- | ---------- |
| 1979        | Os Maias                        | Rosa                                           | Elenco Principal                | RTP1       |
| 1979- 1980  | Histórias Com Pés e Cabeça      | ____________                                   | _______________                 | RTP1       |
| 1985        | L'herbe rouge                   | Primeira menina                                | _______________                 | RTP1       |
| 1985        | Happy End                       | Sofia                                          | _______________                 | RTP1       |
| 1988 - 1989 | Passerelle                      | Rosarinho Guimarães                            | Elenco Principal                | RTP1       |
| 1989        | Serenidade                      | Margarida                                      | _______________                 | RTP1       |
| 1991        | O Mandarim                      | Cândida                                        | Elenco Principal                | RTP1       |
| 1991        | A Grande Mentira                | Madalena                                       | Elenco Principal                | RTP1       |
| 1991        | Quem Manda Sou Eu               | Teté                                           | Participação Especial           | RTP1       |
| 1992 - 1993 | Cinzas                          | Sofia Amaral                                   | Elenco Principal                | RTP1       |
| 1993        | Soluna                          | _____________                                  | _______________                 | RTP1       |
| 1994        | Diz-me Com Quem Andas           | Ela Própria                                    | Apresentadora                   | TVI        |
| 1994        | Televisto                       | Ela Própria                                    | Apresentadora com Nuno Graciano | TVI        |
| 1994        | Sozinhos em Casa                | Marta                                          | Elenco Adicional                | RTP1       |
| 1995        | Conte Comigo                    | Rapariga da Maquilhagem                        | Elenco Principal                | RTP1       |
| 1995        | Nico d'Obra                     | Isa                                            | Elenco Adicional                | RTP1       |
| 1996        | Desvio                          | _____________                                  | _______________                 | RTP1       |
| 1996        | Contos da Rua                   | _____________                                  | _______________                 | RTP1       |
| 1997        | Gladiadores                     | 2.° Convidada                                  | Elenco Principal                | RTP1       |
| 1997 - 1998 | Não Há Duas Sem Três            | Vera Cruz                                      | Elenco Principal                | RTP1       |
| 1997        | Menos Nove                      | Visita                                         | Elenco Adicional                | RTP1       |
| 1997        | A Rapariga de Varsóvia          | Ema                                            | Protagonista                    | RTP1       |
| 1997        | Riscos                          | Paula                                          | Elenco Adicional                | RTP1       |
| 1998 - 1999 | Débora                          | Célia Sónia                                    | Elenco Principal                | RTP1       |
| 2000 - 2001 | Querido Professor               | _____________                                  | ______________                  | SIC        |
| 2001        | Segredo de Justiça              | Ivone                                          | Elenco Adicional                | RTP1       |
| 2001        | O Espírito da Lei               | Sara                                           | Participação Especial           | RTP1       |
| 2001        | Super Pai                       | Sílvia                                         | Elenco Principal                | TVI        |
| 2002        | Fúria de Viver                  | Vera Antunes                                   | Antagonista                     | SIC        |
| 2002        | Big Brother Famosos 1           | Ela Própria                                    | Concorrente                     | TVI        |
| 2003        | Por Acaso                       | Leonor                                         | Elenco Principal                | RTP1       |
| 2004        | Sítio do Picapau Amarelo        | Antera                                         | Participação Especial           | Rede Globo |
| 2004        | Uma Aventura                    | Gangster Feminina / Laura                      | Participação Especial           | SIC        |
| 2004        | Inspetor Max                    | Armanda                                        | Participação Especial           | TVI        |
| 2006        | Uma Família Normal              | Mónica                                         | Elenco Principal                | TVI        |
| 2006        | Morangos com Açúcar (3.ª série) | Iva                                            | Elenco Adicional                | TVI        |
| 2007        | Paixões Proibidas               | Olinda                                         | Elenco Adicional                | RTP1       |
| 2007 - 2008 | Fascínios                       | Ester Miranda Medeiros                         | Protagonista                    | TVI        |
| 2008 - 2009 | Casos da Vida                   | Madalena                                       | Protagonista                    | TVI        |
| 2008 - 2009 | Flor do Mar                     | Branca Nicolau                                 | Elenco Principal                | TVI        |
| 2009 - 2010 | Morangos com Açúcar (7.ª série) | Almerinda Serôdio                              | Elenco Principal                | TVI        |
| 2011 - 2012 | Remédio Santo                   | Maria de Deus Moleta Negra 'Maria dos Caixões' | Elenco Principal                | TVI        |
| 2013        | Bairro                          | Nicho                                          | Elenco Principal                | TVI        |
| 2014        | Água de Mar                     | Bebiana Valente "Dona Bi"                      | Elenco Principal                | RTP1       |
| 2015 - 2016 | Poderosas                       | Virginie Matos                                 | Elenco Principal                | SIC        |
| 2016        | Donos Disto Tudo                | Vários Papéis Humorísticos                     | Participação Especial           | RTP1       |
| 2016 - 2017 | A Única Mulher                  | Dulce                                          | Elenco Principal                | TVI        |
| 2017 - 2018 | A Herdeira                      | Marianinha Videira                             | Elenco Principal                | TVI        |
| 2018 - 2019 | A Teia                          | Elvira Coelho                                  | Elenco Principal                | TVI        |
| 2019 - 2020 | Prisioneira                     | Telma Cruz                                     | Elenco Principal                | TVI        |
| 2020 - 2021 | Bem Me Quer                     | Carmo Quintela                                 | Elenco Principal                | TVI        |
| 2022        | Rua das Flores                  | Íris                                           | Elenco Principal                | TVI        |
| 2024 - 2025 | A Fazenda                       | Esmeralda das Dores                            | Elenco Principal                | TVI        |

### Cinema
| Ano  | Filme                  | Personagem       | Notas                         |
| ---- | ---------------------- | ---------------- | ----------------------------- |
| 1991 | A Maldição de Marialva | Lovesenda        | Creditada como Julie Sargeant |
| 1991 | Quem Manda Sou Eu      | Teté             | 1 episódio                    |
| 1992 | Aqui d'El Rei!         | Estefânia        | _____________                 |
| 1993 | Miradouro da Lua       | Namorada de João | _____________                 |
| 2013 | Bairro                 | Nicha            | _____________                 |